# François Fialeix
François Fialeix est un maître-verrier français, né à Sèvres le 9 février 1818 et mort à Mayet le 22 mars 1886. 

## Biographie
François Fialeix naît à Sèvres le 9 février 1818. Peintre à la manufacture de Sèvres, il est chargé à 22 ans de reconstituer les deux mille morceaux de la verrière de saint Julien dans la cathédrale Saint-Julien du Mans. Dans la Sarthe, il épouse Anne Héloïse Fournier à Mayet, petite ville où il crée ensuite sa propre manufacture de vitrail. René Chatel devient son cartonnier et travaille à la manufacture de Mayet jusqu'en 1870. François Fialeix devient maire de la commune en 1854, une fonction qu'il exerce jusqu'en 1872 et reste conseiller municipal jusqu'à sa mort dans la ville le 22 mars 1886. 

### Descendance
Deux garçons sont nés de l'union de François Fialeix avec Anne Fournier : Pierre (1850-1872) et René Émile en (1852-1890). René Émile a eu trois enfants : deux qui se sont consacrés à la vie religieuse Anselme (1873-1946) et Olga (1878-1977) ; Anita Françoise (1879-1916) qui a épousé en 1900 Paul Dutoit.  

## Distinctions
- Chevalier de la Légion d'honneur
- Chevalier de l'ordre de Saint-Grégoire-le-Grand

## Réalisations

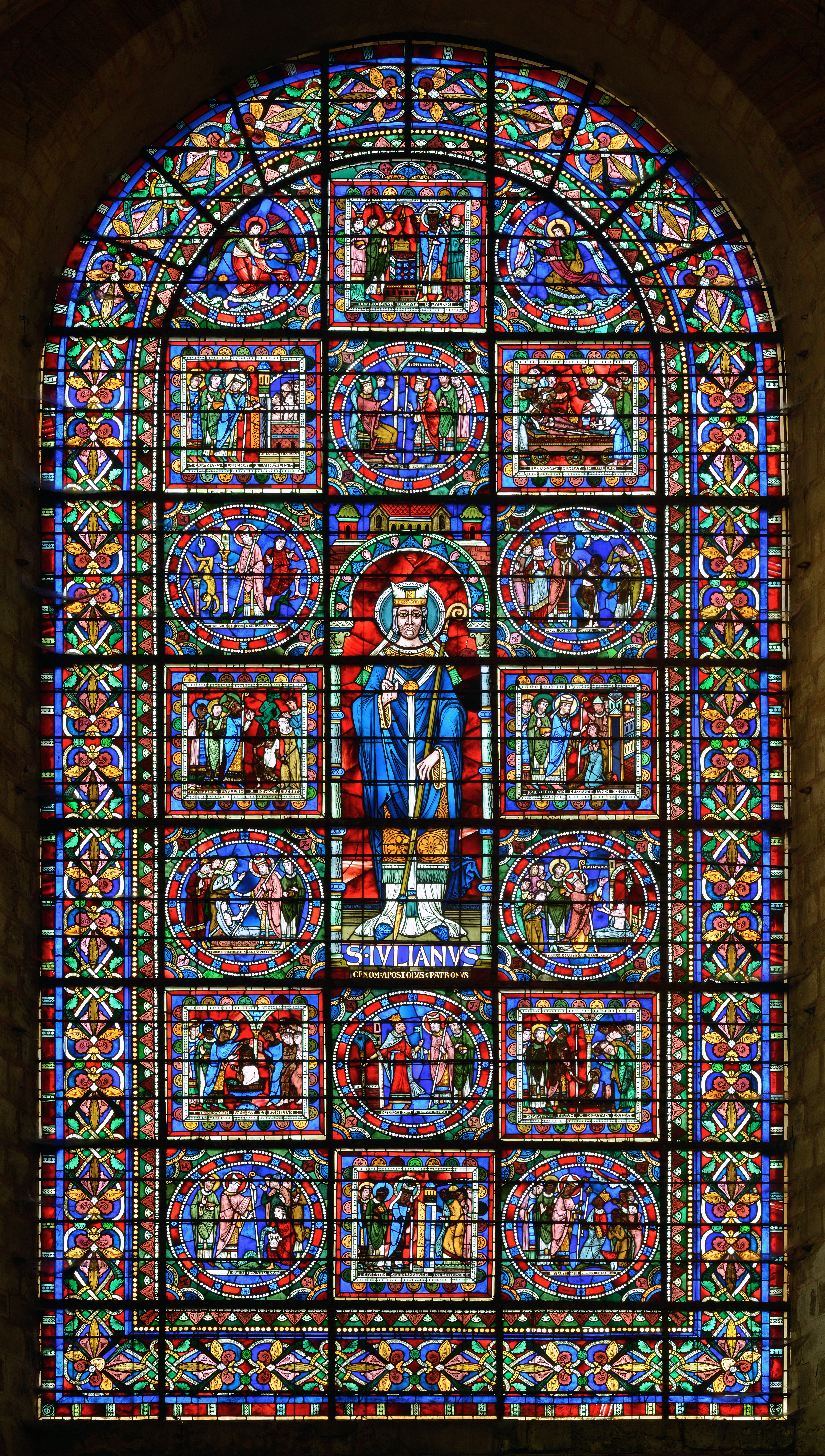
Vitrail de la vie de Saint-Julien restauré par François Fialeix. photo NP

- Cathédrale Saint-Julien du Mans, restauration de la grande verrière consacrée à la vie de Saint-Julien en 1840-1841
- Cathédrale Saint-Gatien de Tours
- Église Saint-Martin d'Écommoy : les verrières du chœur d'après des cartons de René Chatel et du curé Lobin
- Église Notre Dame de l'Immaculée Conception de Mayet
- Église Saint Sulpice de Bonnétable Sarthe
- Église Saint-Romain-de-Blaye, Sèvres : deux verrières légendaires : Vie de la Vierge et de saint Jean-Baptiste, deux verrières à personnages : saint Louis et saint Philippe ainsi que deux verrières de scènes de communion, 1843.
- Église Saint-Médard, Clichy : trois verrières figurées décoratives : épisodes de la vie de saint Vincent de Paul, 1860.
- Église Saint-Gervais et Saint-Protais, Brée : deux verrières historiées représentant pour l'un des épisodes de la vie de saint Pierre et pour le second l'Annonciation, la Nativité et la Présentation au Temple, 1862.
- Église de Saint-Cloud : sept verrières hagiographiques datant de 1866-1867.
- Église Saint-Martin de Luché : onze vitraux pour le chœur et le transept en 1876.
- Église Saint-Martin de Montsûrs : neuf verrières historiées ou figurées, 1879-1886.
- Église de Fresnay sur Sarthe : chœur et travées du transept.
- demander au Pays du Loir base de données de plus de 110 sites.